# Биб-Боб
Биб-Боб — русский и советский дуэт музыкальных эксцентриков-куплетистов Григория Рашковского и Ивана Воронцова, подражавших дуэту Бим-Бом.
Дуэт начал работать в 1909 году в Одесском цирке-балагане Пахомова. Первоначально дуэт подражал другому дуэту Бим-Бом и исполнял их репертуар, позднее выработалась собственная исполнительская манера и свой репертуар. Острый репризный диалог и мастерство исполнения куплетов в 1920-е годы выдвинули Биб-Боб в число известных артистов.
С 1932 года Воронцов выступал в сатирическом дуэте со своей женой, а партнёром Рашковского стал Н. Скалов (Скалов — псевдоним, настоящие ФИО Псарёв, Николай Анисимович).
Рашковский и Скалов отказались от игры на музыкальных инструментах, их номер состоял из диалогов и куплетов. Рашковский создавал на арене цирка образ обаятельного толстяка, слегка наивного, но при этом хитрого. Скалов же относился на арене к своему чудаковатому партнёру с большим добродушием, как к большому ребёнку.